# Liljeborgia caeca
Liljeborgia caeca is een vlokreeftensoort uit de familie van de Liljeborgiidae. De wetenschappelijke naam van de soort is voor het eerst geldig gepubliceerd in 1960 door Birstein & Vinogradova.